# 克里斯·傑利可
克里斯·傑利可（英語：Chris Jericho，1970年11月9日—），本名克里斯多福·基斯·埃爾文（英語：Christopher Keith Irvine），是加拿大裔美國職業摔角選手，目前受聘於全精英摔角。在世界摔角娛樂時期，曾經獲得9次WWE洲際冠軍，也是獲得此頭銜最多次數的紀錄保持者。他也跨足電視及舞台劇演出、電台主持人、搖滾樂團Fozzy主唱。他曾在各個國際摔角聯盟參加演出，例如世界冠軍摔角（WCW）、極限冠軍摔角（ECW）、墨西哥摔角以及新日本職業摔角。他曾在机器人战斗联赛节目中担任主持。
2017年在凱文·歐文斯的協助下，傑利可擊敗羅曼·瑞恩斯，首度拿下WWE美國冠軍。而在2017年11月，傑利可出現在NJPW Power Struggle的大螢幕上，自認為自己是最強的摔角手，公開挑戰肯尼·奧梅加，在2018年1月4日的摔角王國12大賽上，傑利可輸給肯尼·奧梅加，在隔天的New Year Dash，傑利可偷襲內藤哲也，和他展開爭執。到了6月9日的Dominion賽事，傑利可成功打敗內藤哲也，並奪得IWGP洲際冠軍。在2019年1月4日的摔角王國13大賽中把腰帶輸給內藤哲也後，宣布加盟AEW。

## 主要招式

### 多種關節固定技
- 單腳逆蝦式固定技
- 水平逆十字膝蓋固定技
- 腕部逆十字固定技
- 十字鎖
- 腳踝固定技等

### 常用招式
- 三角腳

就是將對手推撞到腳柱後，以助跑的方式衝向對手，在對手的面前一個箭步以膝蓋加上小腿的踢擊對手的胸口上半部，甚至是頭頸部。
但此招對於老經驗的對手或是巨人便不管用，因為此招常被Big Show、巨人卡利等巨人選手給直接攔截後被拋摔下去。
- 炸彈摔
- 手刀
- DDT
- 肘擊
- 岩石落
- 倒立後拋摔
- 德式後摔

### 終結技
- Wall of the Jericho：

基本上就是雙腳逆蝦式固定技。但稍有不同的是此招很難讓對手有效的利用上半身的力量破解，因為傑利可用這招時是連全身的重量壓下去。唯一的破解方法是拉到纜繩或是隊友的攻擊。
- Liontamer
- Code Breakers
- Judas Effect

## 外部連結
- 官方網站（页面存档备份，存于）
- Fozzy 樂團官方網站（页面存档备份，存于）
- WWE官方網站上的簡介（页面存档备份，存于）
- 克里斯·傑利可在互联网电影资料库（IMDb）上的資料（英文）
- Fozzy 樂團的MySpace主頁
- Chris Jericho Instagram （页面存档备份，存于）